# قلات (تاکستان)
قلات (تاکستان)، روستایی از توابع بخش مرکزی شهرستان تاکستان در استان قزوین ایران است.

## توضیحات
این روستا در دهستان قاقازان غربی قرار دارد و براساس سرشماری مرکز آمار ایران در سال ۱۳۸۵، جمعیت آن ۵۷۶ نفر (۱۵۳خانوار) بوده‌است.
این روستا در ۶۰ کیلومتری مرکز استان قزوین و در محور مواصلاتی آزادراه قزوین-رشت و آزادراه قزوین-زنجان قرار دارد. شغل مردم این روستا دامداری و کشاورزی می‌باشد.
محصولات کشاورزی آن شامل گندم، جو، عدس و… است
همچنین این روستا دارای باغهای انگور زیبایی می‌باشد
اب و هوای این روستا در زمستان سرد و در تابستان خنک است.